# Силы обороны отечества
Силы обороны отечества (лит. Tėvynės apsaugos rinktinė, сокращённо TAR), официально известные как Полк Медера (нем. Regiment Mäder) и Боевая группа Медера (нем. Kampfgruppe Mäder), также встречается наименование Легион защиты Родины и Армия обороны Отечества — литовское формирование в составе вермахта, участвовавшее в обороне немецких позиций во время операции «Багратион».
Подразделение было собрано из литовцев, проживавших на северо-западе Литвы, подчинялось напоямую вермахту. Силами обороны отечества командовал немецкий полковник Хельмут Медер, рассчитывавший возглавить дивизию. Формирование насчитывало всего 6 тысяч человек, которые были разделены на два полка, но были очень плохо обучены и подготовлены к боям. Силы обороны отечества участвовали в обороне Сяды 7 октября, противостоя 19-му танковому корпусу 6-й гвардейской армии РККА, но были разбиты и отступили к Мемелю, откуда ушли в Восточную Пруссию. После чего уцелевший личный состав был разделён по сапёрным частям.

## Образование
1-й Прибалтийский фронт достиг границ Литовской ССР летом 1944 года и продолжил наступление по территории Литвы в рамках Прибалтийской стратегической операции. Литовская молодёжь призывалась в РККА, однако некоторая часть местных жителей не признавала советской власти и боролись с ней, убегая к немцам или к «лесным братьям». В Жемайтии действовали несколько крупных группировок «лесных братьев». 28 июля 1944 года группа офицеров бывшей литовской армии собралась в деревне Певенай, чтобы решить: стоит ли им присоединиться к вермахту для борьбы против советских войск или же примкнуть к «лесным братьям», как советовало руководство Литовской освободительной армии. По итогам голосования с небольшим преимуществом победили сторонники немцев, и вскоре литовцы собрали группу добровольцев, которая получила литовское название Силы обороны отечества или ТАР (аббревиатура литовского названия «Tėvynės apsaugos rinktinė»). Литовцы связались с полковником 9-й армии вермахта Хельмутом Медером через епископа Вильнюса Юлийонаса Стяпонавичюса. Медер согласился поддержать литовских коллаборационистов и снабждить их оружием и униформой.
Штаб-квартира Сил обороны отечества была перемещена из Певенай в Плинкшес, в здание школы сельского хозяйства. 1-й литовский добровольческий полк Сил обороны отечества под командованием майора Альфонсаса Урбонаса, был образован в августе 1944 года и насчитывал 1200 солдат (в том числе 47 офицеров) в двух батальонах. 2-й литовский добровольческий полк под командованием подполковника Мечюса Карейвы был образован в сентябре 1944 года. Планировалось расширить Силы обороны отечества до размеров дивизии, включив 3-й полк в лице батальонов литовской вспомогательной полиции, но этого не произошло. Всего Силы насчитывали около 6 тысяч человек, в том числе 112 офицеров: подавляющая часть личного состава не имела боевого опыта. В Силы обороны отечества вступил всего один литовский генерал: Казис Навакас как ответственный за продовольствие и финансы. Повилас Плехавичюс, которого немцы только что освободили из Саласпилса и назначили командующим Литовским местным отрядом, требовал от немцев в обмен на вступление полный контроль над Силами обороны отечества, но в итоге ответа не получил и отказался присоединяться к Силам обороны отечества. Ещё трое генералов отказались вступать, не желая терять своих солдат и не доверяя инициативе своих земляков: один из них, дивизионный генерал Эдвардас Адамкявичюс, сказал, что литовцы потеряют своих людей и не задержат Красную армию. Среди личного состава было много молодёжи возрастом от 17 до 20 лет (среди них был Валдас Адамкус, будущий президент Литвы и племянник Эдвардаса Адамкявичюса), но она не была обучена военному делу, также не хватало припасов и радиостанций.

## Деятельность

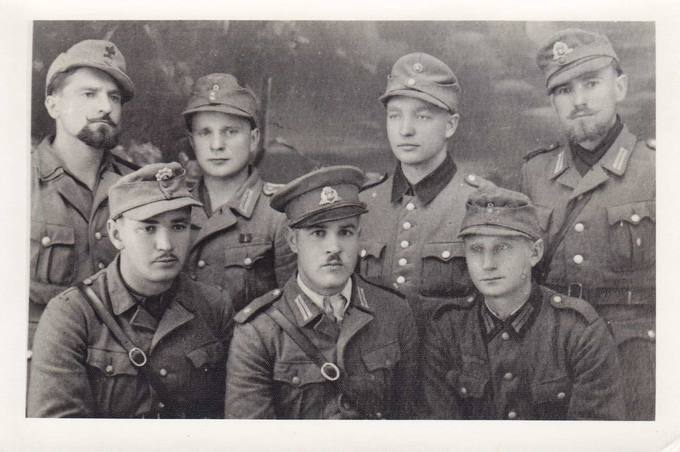
Участники Сил обороны отечества

Солдаты Сил обороны отечества участвовали с первых дней в обороне позиций вдоль реки Вента. С августа по сентябрь на их участке фронта было относительно мирно, поскольку одна часть советских солдат участвовала в Рижской операции, а другая в Мемельской операции. С 18 июля по 19 сентября Силами были изданы пять номеров газеты «Lietuvos Gynėjas» (лит. Защитник Литвы), а их солдаты занимались оказанием материальной помощи литовским беженцам.
5 октября 1944 началось наступление 1-го Прибалтийского фронта на Мемель, главной целью которого было окружение немецких армий. 1-й литовский полк Сил обороны отечества отвечал за оборону Сяды, а 2-й полк защищал Барстичяй. Вопреки обещаниям, немцы не предоставили подкреплений литовцам. 1-м полком командовали бывший командир 4-го батальона шуцманшафта майор Пранас Пуоджюнас, и лейтенант Людас Норкус, воевавший в составе вермахта против советских войск. Положение 1-го полка было очень неудачным: окопы были вырыты только на линии 200 м перед рекой Вардува, поэтому в случае отступления солдатам пришлось бы пересекать реку по единственному мосту. Немцы решили пожертвовать литовскими частями для перегруппировки своих войск.
7 октября к Сяде подошли части 19-го танкового корпуса РККА генерала И. Д. Васильева. Вооружённые «панцерфаустами» коллаборационисты сумели подбить восемь танков Т-34, но боеприпасы быстро закончились, и они вынуждены были отступить. В ходе переправы около 100 человек были убиты в бою или утонули в Вардуве, 30 человек попали в плен. 8 октября 1944 был издан приказ №193 о награждении советских солдат и военачальников, отличившихся при взятии ряда населённых пунктов, среди которых была и Сяда.
Бежавшие литовцы отступили в Барстичяй, где не сумели перегруппироваться. Опасаясь полного разгрома и отражая последующие советские атаки, Силы обороны отечества отступили в направлении Кретинги и Мемеля. Около половины из них решили не идти к немцам, а заручиться поддержкой «лесных братьев»; оставшиеся в живых (около 1 тысячи человек) продолжили путь в Восточную Пруссию и вошли в состав 8 сапёрных рот, участвовавших в строительстве укреплений Данцига, Ломжи и Любека.

## Исторические исследования
История литовских Сил обороны отечества является малоизученным явлением в истории Литвы по причине отсутствия ряда архивов: уцелели архивы 1-го полка, которые сохранил капитан Йонас Чесна, уехавший в США после войны. После восстановления независимости Литвы архивы перешли бывшему бойцу Сил обороны отечества Владасу Казлаускасу, который опубликовал несколько трудов по этим архивам. Тем не менее, все сообщения из архивов несистематизированы и зачастую противоречат друг другу, что вызывает большое количество вопросов у исследователей и неугасающий интерес. Архивы 2-го полка не сохранились, о его структуре известно немногое.
Вопрос о лояльности Сил обороны отечества немцам также остаётся открытым: с одной стороны, бойцы получали поддержку в плане вооружения и припасов от немцев; с другой стороны, полная дезорганизованность немцев в Прибалтике превратила Силы обороны отечества в отряд, не подчинявшийся де-факто вермахту. В тексте присяги, которую принимали бойцы, нет никаких упоминаний Германии или Третьего рейха, но говорится только о борьбе против большевиков. По мнению литовских историков, это была попытка создания армии Литовской Республики, которая должна была добиться своей независимости от СССР.